# Santo Egídio (título cardinalício)
O título cardinalício de Sant'Egidio (em latim: Sanctae Anastasiae) foi instituído pelo Papa Francisco em 2019.

## Titulares protetores
- Matteo Maria Zuppi (2019 - )